# Harald Schultz
Harald Schultz (en letón: Haralds Šulcs; 10 de noviembre de 1895 - 15 de marzo de 1957) fue un general alemán durante la II Guerra Mundial. Fue condecorado con la Cruz de Caballero de la Cruz de Hierro de la Alemania Nazi. Schultz se rindió a las fuerzas soviéticas en la bolsa de Curlandia en 1945. Condenado como criminal de guerra en la Unión Soviética, fue retenido hasta 1955.

## Condecoraciones
- Cruz Alemana en Oro el 21 de febrero de 1944 como Oberst en el Artillerie-Regiment 205[1]
- Cruz de Caballero de la Cruz de Hierro el 5 de abril de 1945 como Generalmajor y comandante de la 24. Infanterie-Division[2]